# Лушано
Лушано (итал. Lusciano) је насеље у Италији у округу Казерта, региону Кампанија.
Према процени из 2011. у насељу је живело 14107 становника. Насеље се налази на надморској висини од 48 м.

## Становништво
| 1951. | 1961. | 1971. | 1981.  | 1991.  | 2001.  | 2011.  |
| ----- | ----- | ----- | ------ | ------ | ------ | ------ |
| 6.804 | 7.927 | 9.116 | 10.771 | 12.855 | 13.078 | 14.539 |